# Kalte Macht
Kalte Macht ist ein Polit-Thriller von Jan Faber aus dem Jahr 2013. Handlungsort ist das Bundeskanzleramt in der zweiten Legislaturperiode der Kanzlerin. Hauptfigur ist die junge Staatssekretärin Natascha Eusterbeck, die einem Komplott alter Seilschaften auf die Spur kommt.

## Inhalt
Natascha Eusterbeck ist eine junge und ehrgeizige Politikerin, die zur parlamentarischen Staatssekretärin im Bundeskanzleramt berufen wird.
Dort angekommen eröffnet ihr die Kanzlerin ihre beiden Sonderaufträge. Offiziell soll sie Vorschläge zur Optimierung der Behörde erarbeiten. Inoffiziell, und das ist ihr eigentlicher Auftrag, soll sie für die Kanzlerin die heimlichen Machtstrukturen und Hinterzimmervereine des Apparats durchleuchten.
Schnell erkennt Natascha, dass sie in ein Haifischbecken geworfen wurde. Der Arbeitsalltag kann ohne Ephedrin kaum bewältigt werden. Missgunst und Ablehnung schlagen ihr entgegen, und von Hans Steiner, dem Chef des Kanzleramtes, erhält sie unverhohlene Drohungen. Im Zuge ihrer Nachforschungen stößt sie auf ein Netzwerk aus Politik und Geheimdienst, das in enger Verbindung zur Transatlantischen Allianz und zu Johann Feldmann, dem Chef der Nationalbank, steht. Die Hinweise auf ein Komplott verdichten sich: Wurde Altkanzler Walter Brass mit Erpressung zum Rücktritt gezwungen? Nutzte die Kanzlerin dieses Wissen, um an die Macht zu gelangen?
Für Natascha wird der Auftrag zum Wettlauf mit ihren skrupellosen Widersachern. Vor dem Handlungshöhepunkt erkennt sie, dass auch sie nur eine Marionette in den Händen der Kanzlerin gewesen ist.

## Figuren und Assoziationen
Die Figuren des Romans sind fiktiv, erlauben aber leicht entsprechende Assoziationen zur realen deutschen Politik. Im Buch erfolgt hierzu folgender Hinweis:

„Ähnlichkeiten zu lebenden oder verstorbenen Personen waren aber aufgrund der Natur der Sache nicht immer vermeidbar. Sie sind nicht beabsichtigt, aber von der grundgesetzlich geschützten Freiheit der Kunst umfasst.“

### Protagonisten
- Natascha Eusterbeck: Protagonistin des Romans. Junge, ehrgeizige und idealistische Politikerin.
- Henrik Eusterbeck: Deuteragonist. Ehemann von Natascha. Hilft als freiberuflicher IT-Spezialist seiner Frau bei der Recherche und erstellt mehrere Dossiers.

### Weitere Figuren
- Kanzlerin: Unbenannte Kanzlerin der Bundesrepublik.
- Hans Steiner: Kanzleramtsminister. Machtbewusst und überheblich, war zuvor in der niedersächsischen Landespolitik tätig. Versucht mehrfach, Natascha einzuschüchtern.
- David Berg: Regierungssprecher. Gutaussehend und charmant. Früher Journalist bei der Westdeutschen Allgemeinen. Er weiht Natascha in einige Vorgänge im Kanzleramt ein.
- Gerhard Jäger: Sicherheitschef des Kanzleramts. Ex-Polizist mit Verwendungen in der GSG 9 der Bundespolizei, LKA Hessen, hessischem Verfassungsschutz und dem Sicherheitsdienst der US-Botschaft in Berlin.
- Johann 'Jo' Feldmann: Chef der Nationalbank, Nachfolger von Albert Ritter.
- Albert Ritter: Ehemaliger Chef der Nationalbank. Wurde 1989 durch einen Bombenanschlag getötet.
- Lars von Wintersleben: Ehemaliger Assistent von Albert Ritter. Gilt als Deutschlands bestvernetzter Manager und als Urheber mehrerer spektakulärer Firmenübernahmen. In Henriks Dossier über von Wintersleben werden folgende Aussagen zitiert: „Wir arbeiten nicht für andere, sondern für uns.“ – „Vom Parkett sollte sich fernhalten, wer nicht tanzen kann.“ – „Geld gehört nicht in die Hände von Menschen, die nicht damit umgehen können.“
- Gero Mai: Ehemaliger Fraktionsvorsitzender, der nach einem Streit sein Mandat niedergelegt hat. Anwalt der Kanzlei Linton Meyer Lafrage und Präsident der Transatlantischen Allianz.
- Walter Brass: Ex-Kanzler der Bundesrepublik. Stürzt seine Partei nach einer Steueraffäre in eine tiefe Krise. Früher Vertrauter und Förderer von Albert Ritter, später dessen Widersacher.
- Alexander Rau: Finanzminister. Nach einem Unfall versehrt, trägt eine Prothese und geht an Krücken.
- Wolfhardt Lippold: Vater von Natascha. Früher hoher Beamter u. a. im  Ressort für Wirtschaftsbeziehungen im Außenamt. Hat Akten über damalige Vorgänge angelegt. Wird niedergeschlagen und stirbt im Krankenhaus. Seine letzten Worte zu Natascha sind: „Transatlantische Allianz“.
- Die Pupille: Anonymer E-Mail-Versender, der Natascha verfolgt und bedroht.

## Über den Autor
Jan Faber ist das Pseudonym eines unbekannten Autors. In der Verlagsmitteilung wird über diesen verlautbart:

„Jan Faber war in den zurückliegenden zwei Jahrzehnten beratend und strategisch für mehrere hochrangige Regierungsmitglieder sowie für weitere bedeutende Persönlichkeiten aus Politik und Wirtschaft tätig. Er pflegt Kontakte in alle politischen Lager und hat in diversen deutschen Leitmedien publiziert.“

## Rezeption
Besprechungen des Romans fielen gemischt aus. Andreas Kurth von Krimi-Couch.de und Claudio Campagna von NDR Kultur lobten die Authentizität von Handlung bzw. Atmosphäre, Campagna kritisierte jedoch auch die mangelnde Spannung und Geschlossenheit.

„Kalte Macht ist ein wirklich lesenswerter und spannender Roman. Die darin ausgebreitete Verschwörungstheorie ist in anderer Form schon häufiger zu lesen gewesen, wird hier aber als perfekte Grundlage für einen Roman verwendet. Handlung und Dialoge sind nach meiner Auffassung durchaus Realitätsnah [sic!] gestaltet, die Protagonistin und ihr Umfeld wirken erfrischend idealistisch und naiv, bis sie in den Mühlen der Macht zerrieben werden. Das Buch spielt überwiegend im Kanzleramt an der Willy-Brandt-Straße, und die Moral – oder Unmoral – im Macht-Zentrum der deutschen Politik wird ziemlich authentisch geschildert.“

„Zu lange lässt der Autor Handlungsstränge liegen, bevor er sie wieder aufnimmt. Und zu vieles bleibt am Ende offen. Vor allem gelingt es Jan Faber, die Atmosphäre des überhitzten Berliner Politikbetriebes darzustellen und ein – vermutlich recht realitätsnahes – Bild von Einsamkeit, Karrieresucht und ständigem Taktieren zu zeichnen.“

## Ausgaben
- 2013: Gebundene Ausgabe bei Page & Turner, Verlagsgruppe Random House, ISBN 978-3-442-20421-2.
- 2013: E-Book bei Page & Turner, Verlagsgruppe Random House, ISBN 978-3-641-10491-7.